# Leu romanès
Aquest article és sobre el leu romanès. Pel que fa a la moneda de Moldàvia, derivada d'aquesta, vegeu leu moldau. Pel que fa a l'aminoàcid, vegeu leucina.
El leu (en plural lei) és la unitat monetària de Romania. Es divideix en 100 bani (en singular ban). El codi ISO 4217 de l'actual leu romanès és RON, i el d'abans de l'1 de juliol del 2005, ROL.
La moneda de Moldàvia, des de 1993, també s'anomena leu (vegeu leu moldau).

## Història
El leu es va establir a Romania el 1867.
Quan Moldàvia era una província de Romania (1918-1940), hi circulava el leu romanès. Després de la desintegració de la Unió Soviètica i de la creació de l'estat independent de Moldàvia el 1993, es va establir el leu moldau, que va agafar el nom de la moneda romanesa.
El nom d'aquesta moneda (que en romanès literalment vol dir "lleó") prové del fet que, al segle xvii, als estats romanesos hi circulaven uns tàlers holandesos on hi havia representat un lleó (els anomenats leeuwendaalder); aquestes monedes a Romania s'anomenaven lei (lleons), i el nom va passar a denominar genèricament els diners i fou adoptat com a nom oficial de la unitat monetària nacional.

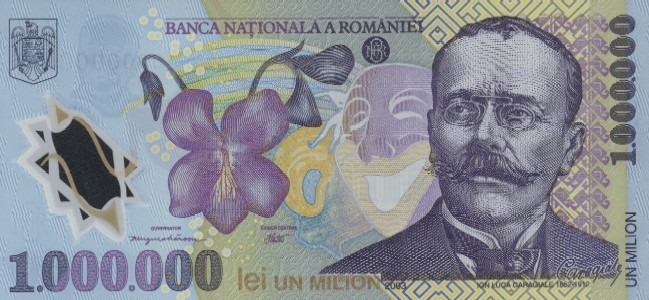
Bitllet d'un milió de leus antics (ROL), de l'any 2003

Cap als anys 90, després de la caiguda del comunisme, la inflació va arribar a uns límits insospitats a causa del fracàs de les reformes econòmiques, la legalització de la possessió de divises estrangeres el 1990 i les polítiques de bancarrota de l'època comunista, i va arribar a ser d'un 300% anual el 1993. El setembre del 2003, 1 euro es canviava a més de 40.000 lei, el nivell més baix a què va arribar la moneda romanesa. Gràcies a l'èxit obtingut per les diverses polítiques monetàries al final de la dècada de 1990 i el començament de la del 2000, la situació es va anar estabilitzant, amb una inflació d'un dígit el 2005.
El primer de juliol del 2005, el leu es va revaluar a raó de 10.000 dels antics (ROL) per un dels nous. Amb tot i això, les antigues monedes i bitllets encara van estar en circulació fins a l'1 de gener del 2007.
Dels nous lei, en circulen monedes d'1, 5, 10 i 50 bani i bitllets d'1, 5, 10, 50, 100, 200 i 500 lei.

## Taxes de canvi
- 1 EUR = 4,93804 (28 d'abril del 2023)
- 1 USD = 4,47566 (28 d'abril del 2023)